# Sarsia apicula
Sarsia apicula is een hydroïdpoliep uit de familie Corynidae. De poliep komt uit het geslacht Sarsia. Sarsia apicula werd in 1902 voor het eerst wetenschappelijk beschreven door Murbach & Shearer. 